# Руурло (замок)
Руурло (нидерл. Kasteel Ruurlo) — старинный каменный замок и поместье к югу от деревни Руурло, в муниципалитете Беркелланд, в провинции Гелдерланд, Нидерланды. Является частью комплекса исторической усадьбы, которая с 2010 года имеет статус памятника национального значения, охраняемого государством. По своему типу относится к замка на воде.

## История

### Ранний период
Впервые упоминание замка Руурло встречается в документах за 1326 год. До сих пор сохранились каменные стены, возведённые ещё в Средние века. Старая кладка хорошо видна в подвалах замка. Согласно архивам первым владельцем замка был граф Рейнхуд I ван Гелре. 
В начале XV века замок и поместье приобрёл Якоб ван Геккерен. С той поры поместье почти два века находилось во владении голландского дворянского рода Ван Геккерен. 

### После XVII века

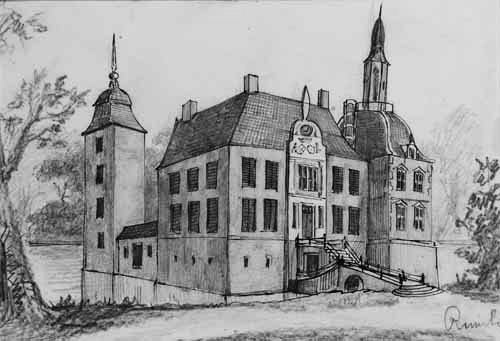
Замок на рисунке 1870 года

С конца XVII века в замке проживал известный полководец Арнольд ван Кеппель. Также некоторое время в XVIII веке комплекс служил резиденцией самопровозглашённого титулярного короля Корсики Теодора фон Нойхофа. Именно отсюда этот авантюрист отправился на повторное (и вновь неудачное) завоевание средиземноморского острова. 
За время существования замок неоднократно перестраивался. Значительная часть южной стороны комплекса построена в XVI веку, а большая квадратная башня обрела свой нынешний вид в 1572 году. Башня в северо-восточной части комплекса пристроена в начале XVII века. По инициативе Арнольда ван Кеппель в замке появились роскошные интерьеры. В начале XIX века обновлена часть фасадов. 

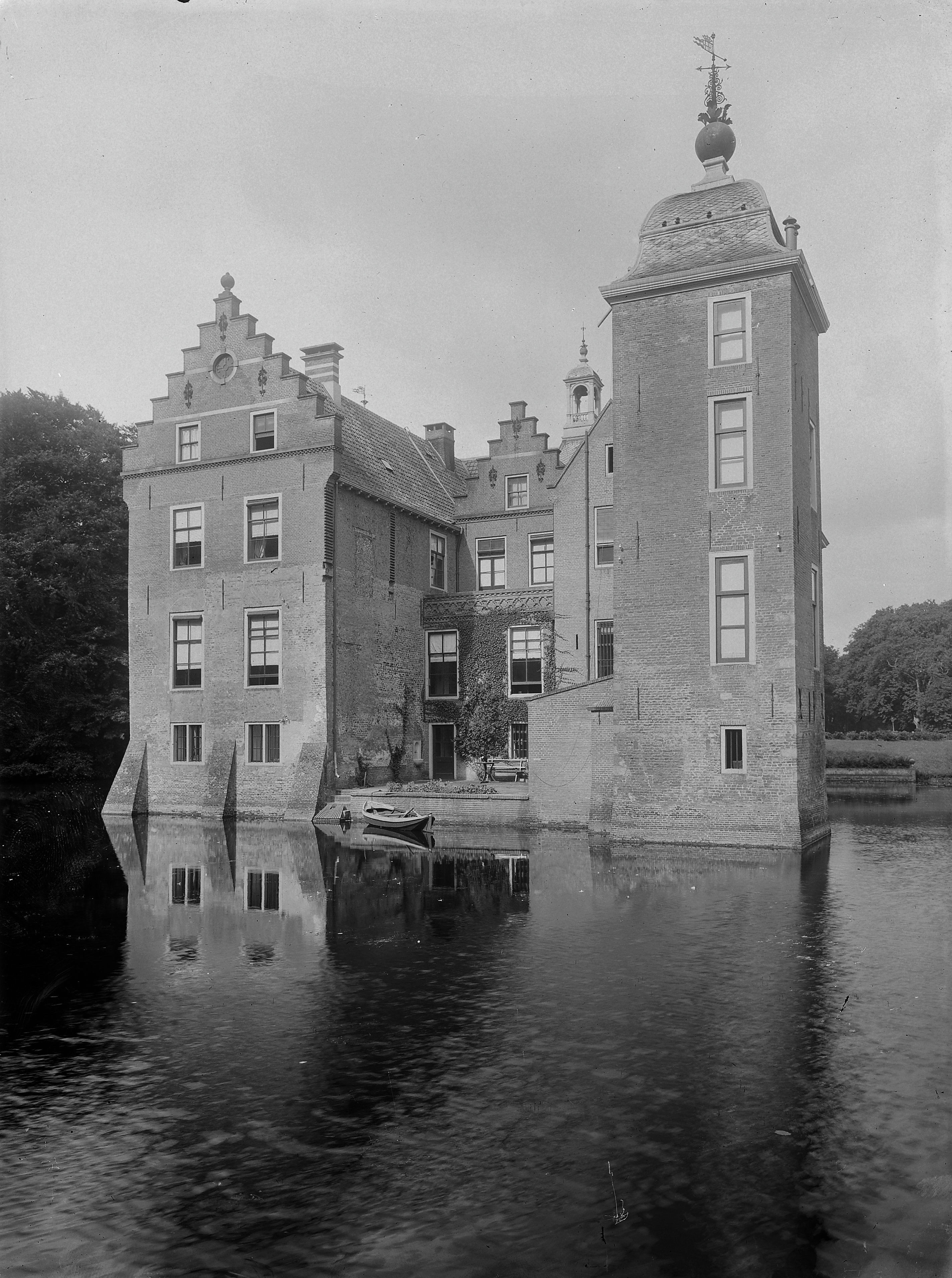
Замок на фотографии 1914 года

С 1980-х годов замок служил ратушей Руурло. Из-за слияния муниципального образования с соседними коммунами потребность в отдельном административном здании отпала.

### XXI век
В 2003 году рядом с замком была восстановлен старинная оранжерея, построенная ещё 1879 года. Здесь работает кафе и ресторан.
В 2013 году голландский миллиардер Ганс Мельхерс купил замок и ландшафтный парк. За свой счёт он полностью отреставрировал их. Был построен ещё один мост.

## Описание
Замок построен на искусственном острове и имеет в основе квадратную форму. В прежние времена по углам имелись оборонительные башни. Попасть внутрь замка можно было только по подъёмному мосту.

## В массовой культуре
- В начале 1980-х годов в замке снимался ряд целый эпизодов телесериала «Тайна седьмого пути[нем.]» по мотивам книг голландской писательницы Тонке Драхт.

## Современное использование
С 2017 года замок является филиалом музея MORE. Замок можно арендовать для проведения торжественных мероприятий, свадеб и семинаров. 

## Галерея

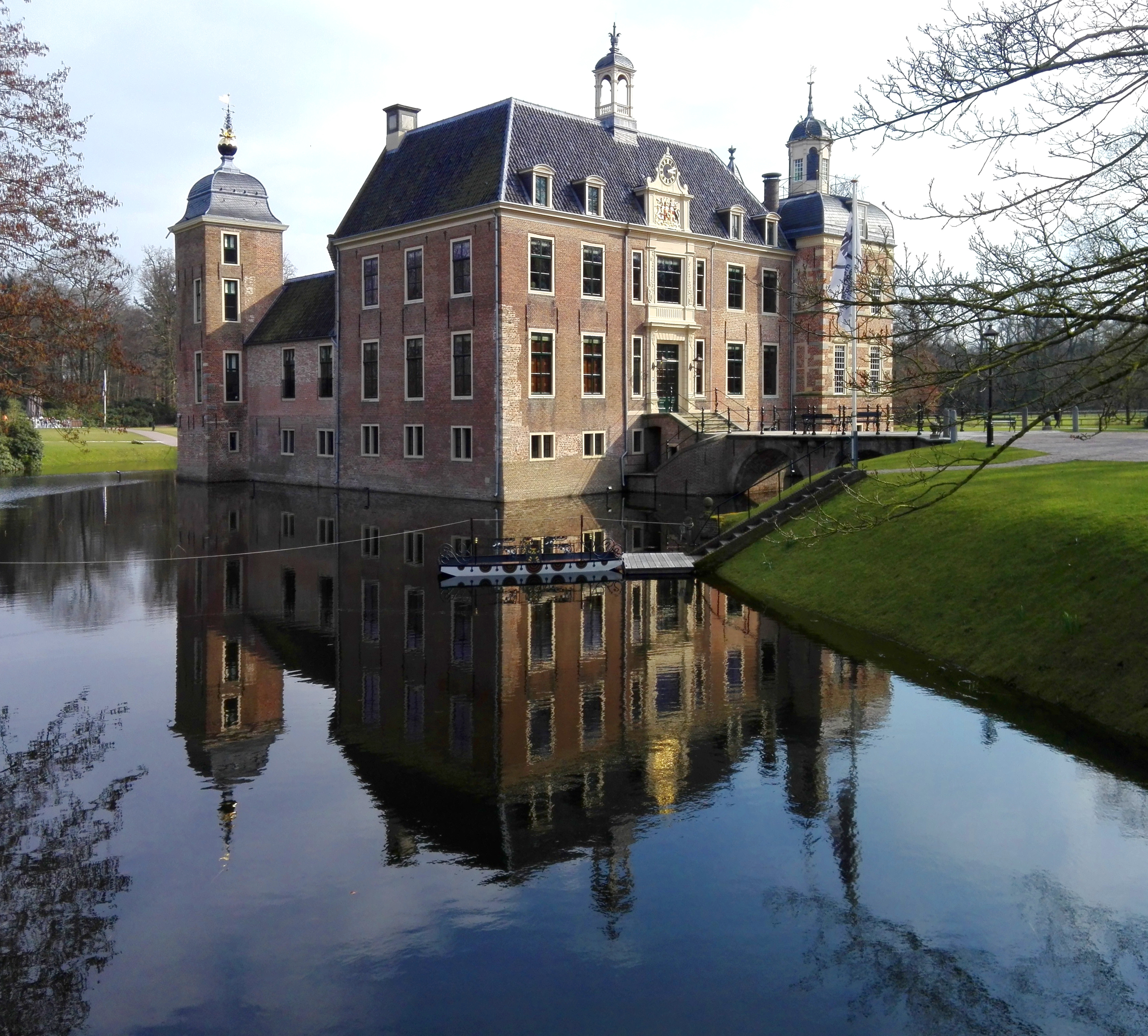
Вид замка с западной стороны
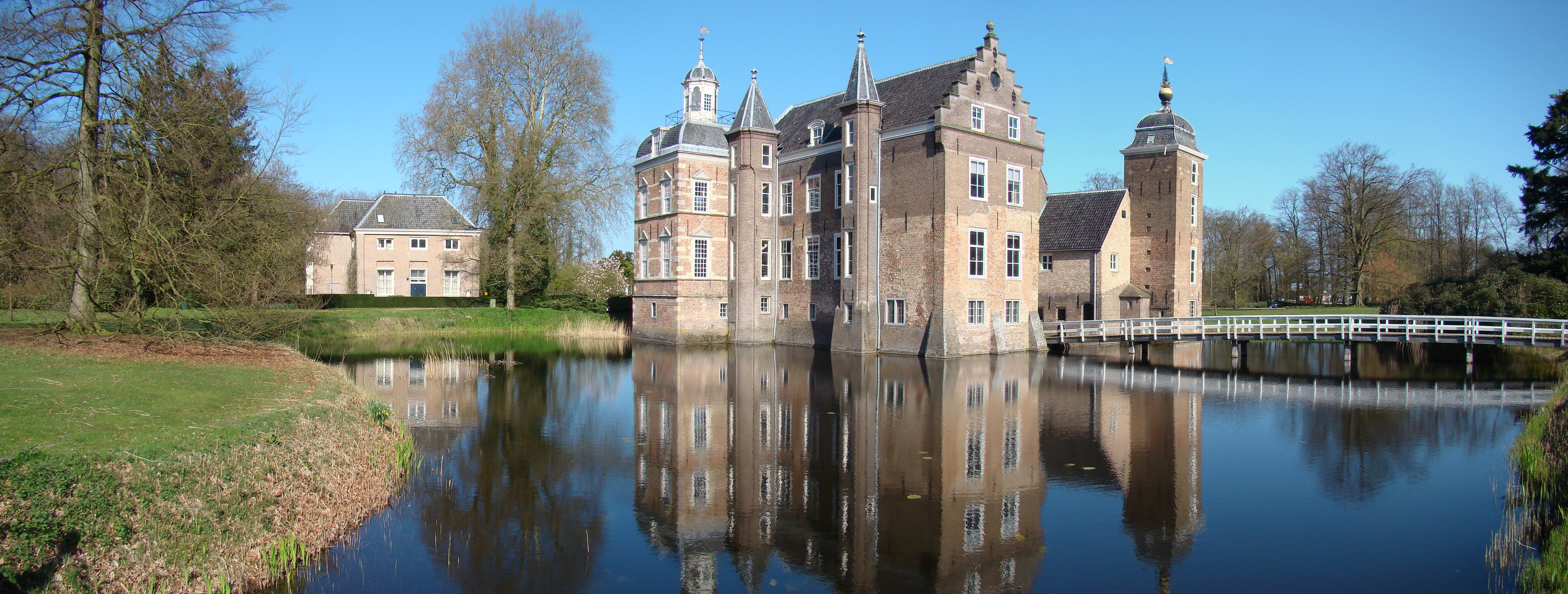
Панорамная фотография замка Руурло
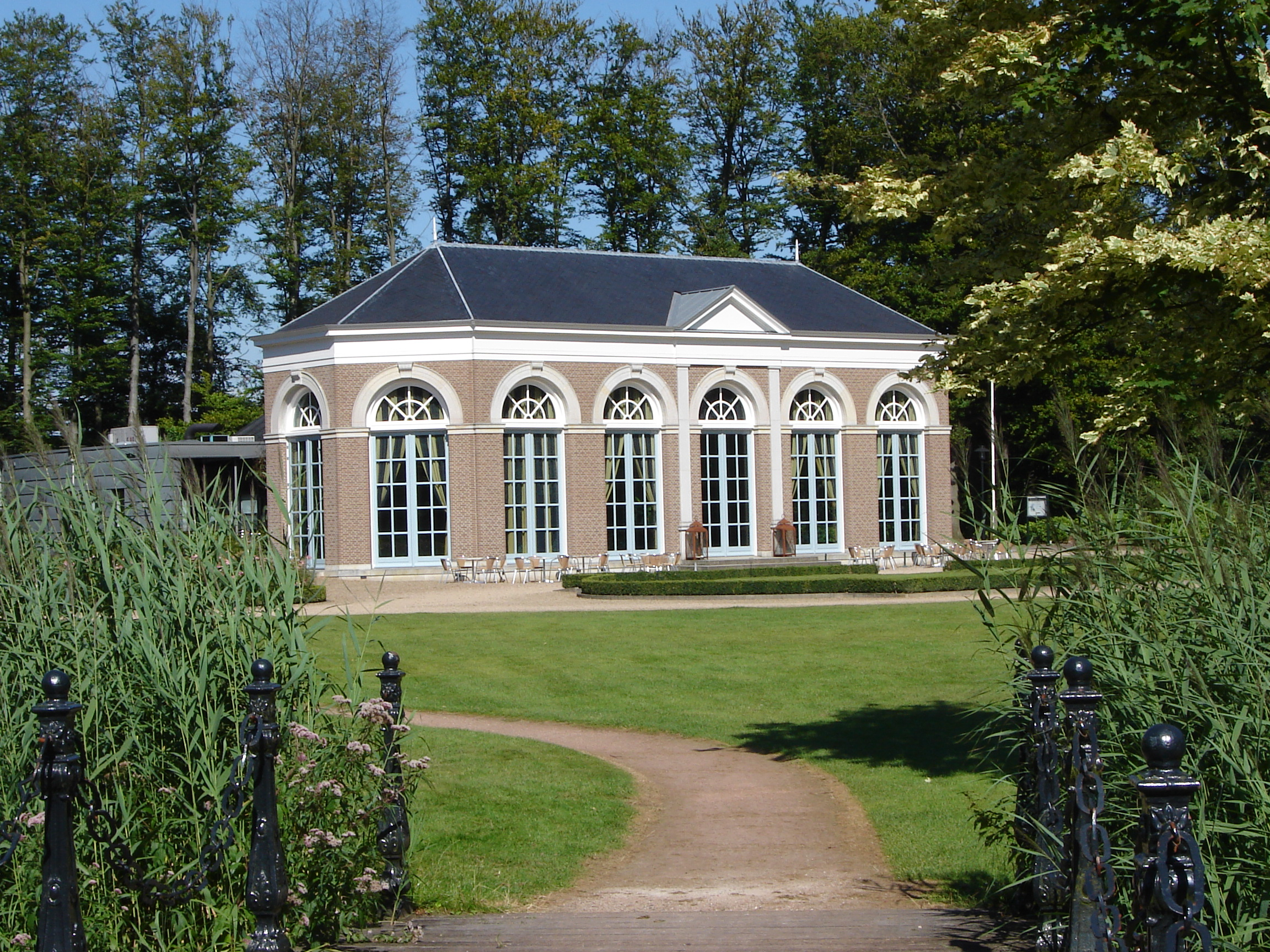
Замковая оранжерея
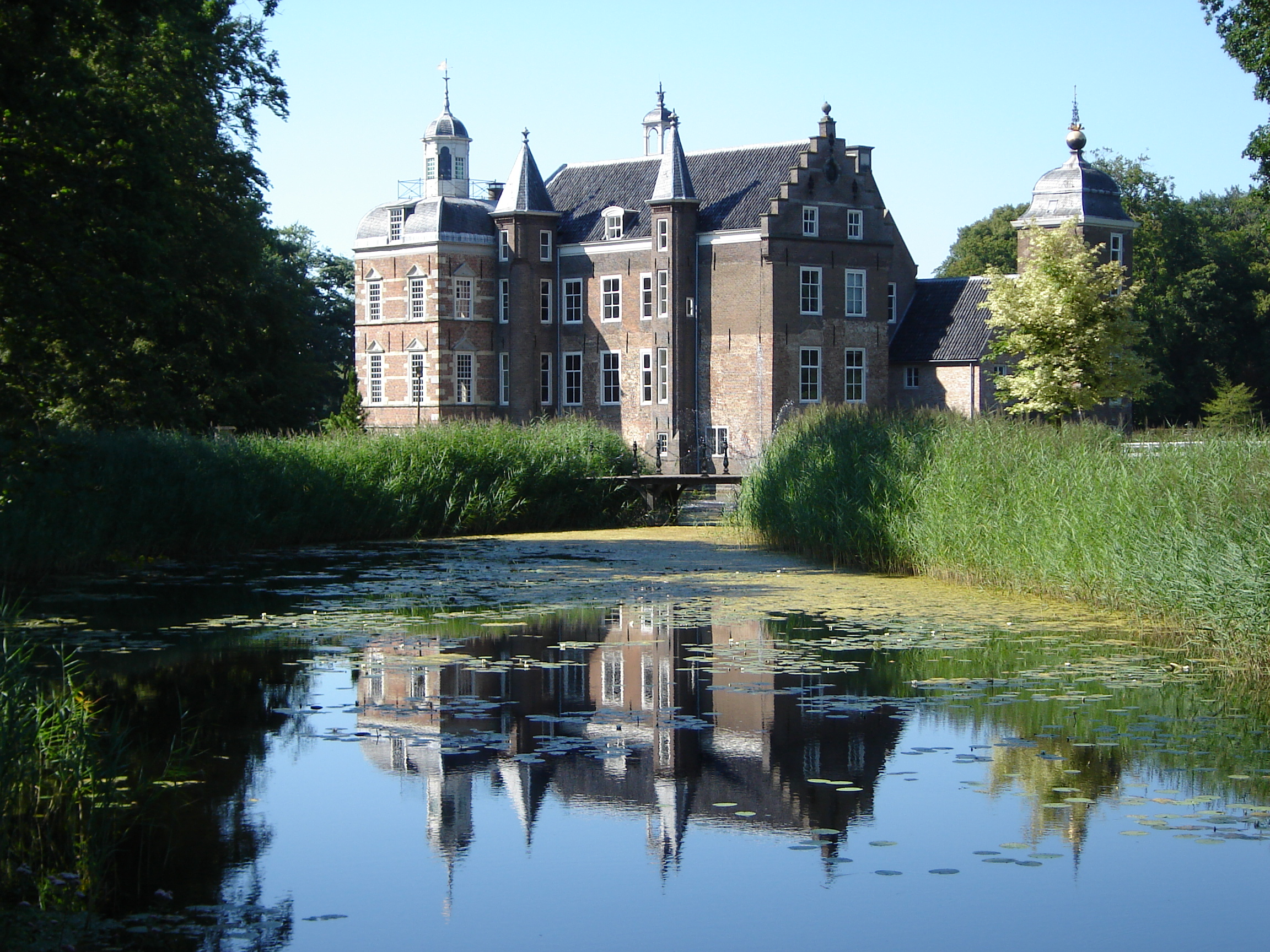
Вид замка с южной стороны
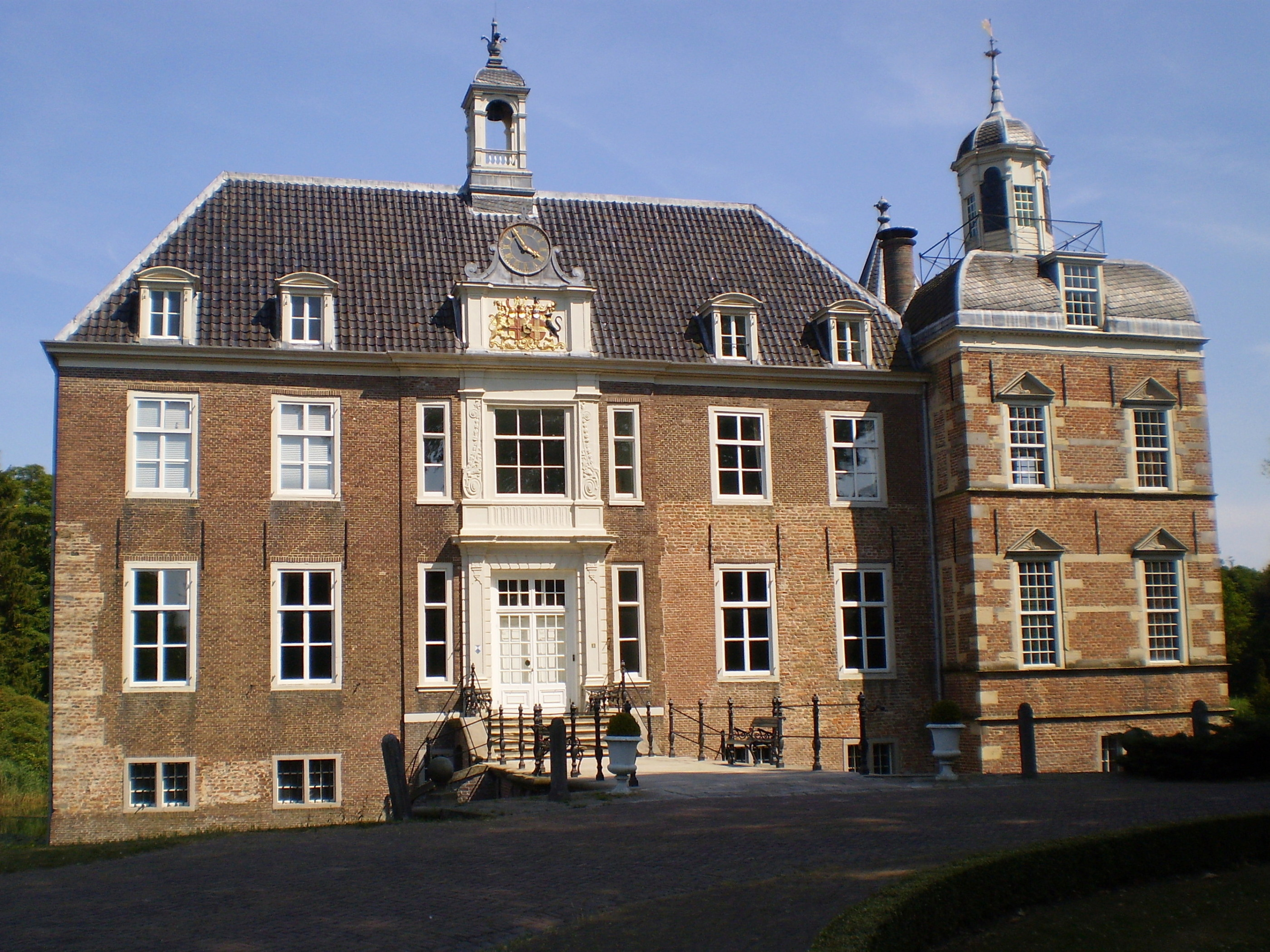
Западный фасад